# Johann II. von Rosenberg
Johann II. von Rosenberg „der Friedfertige“ (tschechisch Jan II. z Rožmberka „Pokojný“; * 1434; † 8. November 1472 in Ortenburg, Reichsgrafschaft Ortenburg) war Landeshauptmann der Erbfürstentümer Breslau und Schweidnitz-Jauer sowie höchster Kämmerer im Königreich Böhmen. Er entstammte dem böhmischen Adelsgeschlecht Rosenberg.

## Leben
Seine Eltern waren Ulrich II. von Rosenberg und Katharina von Wartenberg. Von März 1445 bis April 1446 hielt sich Johann mehrmals am Hof des bayerischen Herzogs Heinrich von Bayern-Landshut auf. Noch zu Lebzeiten hatte der Vater 1451 resigniert und die Besitzungen an seine Söhne übertragen, wobei der älteste Sohn Heinrich die jüngeren Söhne Jost und Johann vertreten sollte. Da der zweitgeborene Jost dem geistlichen Stand angehörte, gelangte die Regentschaft des Hauses Rosenberg nach Heinrichs Tod 1457 an Johann. König Ladislaus übertrug ihm im selben Jahr das durch Heinrich frei gewordene Amt des Landeshauptmanns des Erbfürstentums Breslau sowie von Schweidnitz-Jauer. Diese Ämter bekleidete er auch nach dem Tod Ladislaus unter dessen Nachfolger Georg von Podiebrad. Da Johann dessen Wahl unterstützte, kam es, obwohl er weiterhin gläubiger Katholik blieb, zu Auseinandersetzungen mit seinem Vater Ulrich II. Es wurde vermutet, König Georg habe Johanns Wahlstimme gekauft, da er ein Hauptgläubiger der rosenbergischen Besitzungen war.
Auf Georgs Bitte hin beteiligte sich Johann mit seinem Heer 1458 an der Schlacht bei Iglau, die am 15. November mit dem Abschluss eines Friedensvertrags endete und mit dem sich die Iglauer zur Huldigung Georgs verpflichteten.
Durch andauernde kriegerische Auseinandersetzungen war Johann, auch durch die während der Regentschaft seines Vaters geführten Kriege, derart verschuldet, dass er mehrere Besitzungen verpfänden oder verkaufen musste. Am 4. März 1458 verpfändete er für fünf Jahre Burg und Herrschaft Helfenburg an Johann Popel von Lobkowitz, danach an Mikuláš Přechov von Čestic, von dessen Familie er es wieder zurückkaufte. 1464 folgte Rosenberg. Einen Großteil des Vermögens hatte er am 31. August 1459 an seinen Bruder Jost verpfändet. Dabei soll es sich möglicherweise um eine fingierte Transaktion gehandelt haben, mit der die Zahlungsfähigkeit der Rosenberger bestätigt werden sollte.
Im April 1459 nahm Johann als Berater des Königs an der Egerer Versammlung teil, an der u. a. Albrecht von Brandenburg, Friedrich I. von der Pfalz, Wilhelm und Friedrich von Sachsen teilnahmen und in der u. a. die Besitzrechte der Krone Böhmen in Deutschland erörtert wurden.
Nach dem Tod des Papstes Pius II., der im Interesse des europäischen Friedens den böhmischen König gewähren ließ, erklärte der neu gewählte Papst Paul II. Georg von Podiebrad zum Ketzer. Wegen der nachfolgenden politischen und religiösen Auseinandersetzungen versammelten sich sechzehn der bedeutendsten katholischen Adeligen, unter ihnen auch Johann, auf der Burg Grünberg, die im Besitz des Zdeněk von Sternberg war. Unter dessen Führung gründeten sie die Grünberger Allianz und verfassten ein Dekret, mit dem sie den König der Verletzung von Landesrechten bezichtigten. Am 25. September 1465 überreichten sie ihm das Dekret in der Sitzung des Böhmischen Landtags, worauf Georg mit einer entsprechend scharfen Antwort reagierte. Es ist nicht bekannt, warum sich Johann auf die Seite der Opponenten stellte. Es wird vermutet, dass er von seinem Bruder, dem Breslauer Bischof Jost, entsprechend beeinflusst wurde. Nachdem Johann die Uneinsichtigkeit und geringe Kompromissbereitschaft seitens der katholischen Allianz gegenüber dem König erkannte, schloss er sich 1466 wieder den Königstreuen an.
Im Mai 1466 wurde er von seinem Bruder Jost aufgefordert, sich wieder der katholischen Allianz anzuschließen, ansonsten sehe er sich gezwungen, seine Ansprüche auf das Familienvermögen geltend zu machen. Zur Rückkehr forderte ihn auch Hilarius von Leitmeritz auf, der Administrator des Erzbistums Prag. Zdeněk von Sternberg und Heinrich IV. von Neuhaus die seit dem Frühjahr 1467 dem König den Krieg erklärt hatten, verlangten von Johann im Mai 1467, sich auf deren Seite zu schlagen. Er lehnte ab und vertrat im gleichen Jahr den König als Gesandter beim Kaiser Friedrich.
Nachdem Johann im Juli 1467 Neuhaus belagerte und vom König keine Unterstützung erhalten hatte, kam es zu weiteren Verwüstungen seiner Güter. Deshalb willigte er Mitte September 1467 in Verhandlungen über einen Friedensvertrag mit der katholischen Allianz ein und bat auch den Papst um Aufhebung des Kirchenbanns. Anfang Oktober kam es zu einem befristeten Frieden zwischen Johann und seinen schärfsten Konkurrenten Zdeněk von Sternberg und Heinrich von Neuhaus.
Mit einem Schreiben vom 13. April 1468 griff Johann den Kaiser Friedrich an und drohte, seine Besitzungen auch weiterhin gegen die österreichischen Angriffe zu verteidigen. Die fortdauernden Angriffe der katholischen Allianz gegen die Rosenberger wurden auch vom Kaiser und vom Papst unterstützt. Nachdem Johanns Armee geschwächt war und seine Finanzen zur Neige gingen, willigte er im Sommer 1468 in Friedensverhandlungen mit der Allianz. Am 31. August 1468 verpflichtete er sich schließlich, die in Olmütz am 22. August 1468 unter Anwesenheit des ungarischen Königs Matthias Corvinus ausgehandelten Bedingungen einzuhalten und sich von König Georg loszusagen.
Bereits im September und Oktober 1468 verwüsteten die königlichen Heere Georgs von Podiebrad zahlreiche Besitzungen Johanns. Aber auch andere Adelige sahen hier die Möglichkeit, sich zu bereichern und überfielen Johanns Ländereien. Bis 1470 verlor Johann umfangreiche Besitzungen, andere musste er verpfänden, um mit dem Erlös seine Verteidigungskriege zu finanzieren. Auch sein Erzfeind Zdeněk von Sternberg zog weiter gegen ihn und eroberte die Burg Choustník und Sobieslau. Dort siedelte er polnische Söldner an, die von dort räuberische Züge in die Umgebung unternahmen. Die von Johann 1464 an den Königstreuen Johann Popel von Lobkowitz verpfändete Burg Rosenberg wurde 1469 von Zdeněk von Sternberg erobert. Johann Popel von Lobkowitz und sein Sohn Děpolt wurden festgenommen und auf der Burg Krumau gefangen gehalten.
Am 3. Mai 1469 ernannte sich Matthias Corvinus zum böhmischen König. Im selben Monat berief er Johann II. von Rosenberg zu seinem höchsten Kämmerer. Nach dem Tod Georgs von Podiebrad 1471 erhielt Johann 1472 von Matthias Corvinus die Herrschaften Bechin, Moldaugebiet und Kouřim.
Bereits 1457 verfasste Johann ein erstes Testament, dem 1467 eine Neufassung folgte. Das dritte Testament errichtete er am Tag seines Todes am 8. November 1472 im bayerischen Ortenberg. Darin bestimmte er Reinprecht von Walsee und Bernhard von Schaunberg zu Vormündern seiner noch nicht volljährigen Kinder. In Ortenberg besuchte er höchstwahrscheinlich die Grafen von Ortenburg. Johanns Sohn und Nachfolger Wok II. von Rosenberg heiratete zehn Jahre nach Johanns Tod Margarete, Tochter des höchsten Kämmerers des Königreichs Böhmen, Burian II. von Guttenstein (Burian II. z Gutnštejna) und der Sidonie von Ortenburg.
Johanns Leichnam wurde in der Familiengruft in der Klosterkirche von Hohenfurth bestattet.

## Familie
Johann war mit Anna von Glogau (Anna Hlovoská; † 17. Dezember 1483), einer Tochter des Herzogs Heinrich IX. von Glogau verheiratet. Der Ehe entstammten vier Söhne und sechs Töchter:
- Heinrich V. von Rosenberg († 1489)
- Katharina/Kateřina († 1521), verheiratet mit Peter Holicky von Sternberg (Petr Holický ze Šternberka)
- Wok II. von Rosenberg († 1505)
- Peter IV. von Rosenberg († 1523)
- Barbara (* 8. Juni 1460), verheiratet mit Johann von Biberstein (Jan z Bibršteina)
- Margarete/Markéta (* 8. Juni 1460), Äbtissin in Krumau
- Hedwig/Hedvika († 1520), verheiratet in erster Ehe mit Wolf von Grafeneck (Volf z Grafeneku), in zweiter Ehe mit Tobias von Boskowitz und Černahora und in dritter Ehe mit Gregor von Starhemberg (Řehoř ze Štaremberka)
- Elisabeth/Alžběta (* 14. Februar 1466), verheiratet mit Heinrich Prüschenk von Stettenberg, Graf von Hardegg (Jindřich Prüschenk z Stettenberka a z Hardeka)
- Johanna/Johanka († 1482)
- Ulrich III. von Rosenberg († 1513)